# 취업 박람회

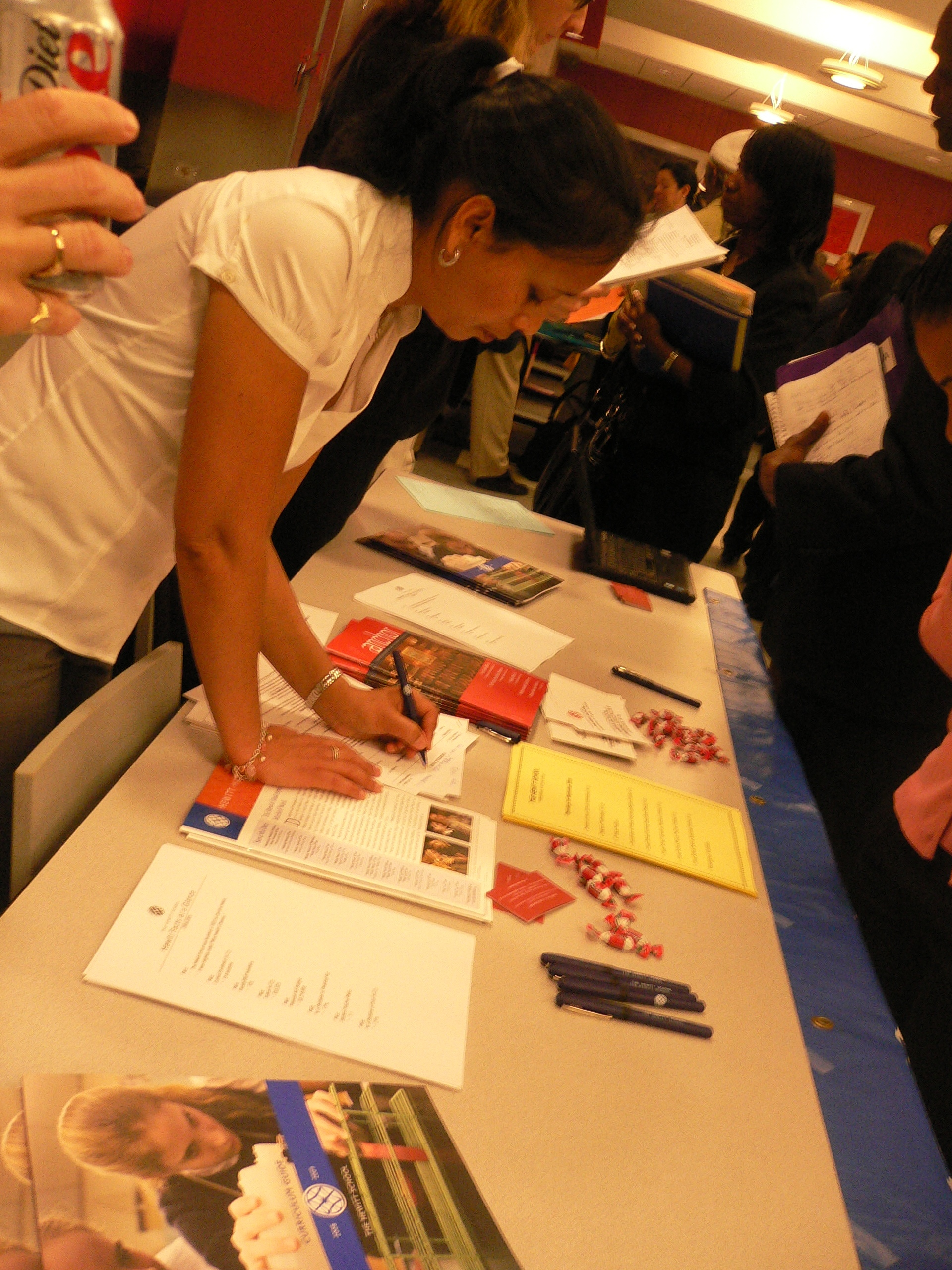
2009년 3월 뉴욕시의 취업 박람회

취업 박람회, 잡 페어(job fair), 공개 취직 설명회는 고용주, 채용 담당자 및 학교가 잠재적인 직원에게 정보를 제공하는 행사이다. 구직자들은 취업 박람회에 참석하여 잠재적인 고용주와 직접 대화하고, 이력서를 작성하고, 다양한 일자리에 대해 질문한다. 오프라인 이벤트 외에도 온라인 취업 박람회는 구직자에게 가능한 고용주와 접촉할 수 있는 가상 방법을 제공한다.

## 직접 참여
대학에서는 취업 박람회가 신입사원 채용을 위해 흔히 사용된다. 구직자는 이 기회를 활용하여 고용주를 만나고, 다른 지원자보다 눈에 띄려고 노력하고, 지원자가 흥미로워 보이는 회사나 부문에서 일하는 것이 어떤 것인지에 대한 개요를 얻는다.
경력 박람회에는 일반적으로 이력서를 수집하고 명함을 교환할 수 있는 회사 또는 조직 테이블이나 부스가 포함된다. 종종 취업 센터의 후원을 받는 취업 박람회는 학생들이 고용주를 만나고 첫 번째 인터뷰를 수행할 수 있는 중앙 집중식 장소를 제공한다. 채용 회사는 특정 직위에 필요한 학위나 업무 경험과 같은 기대치에 대해 학생들과 이야기하고 질문에 답한다.

## 온라인 취업박람회
온라인 취업 박람회는 고용주가 잠재적인 직원과 대화할 수 있는 가상 플랫폼을 통해 개최된다. 사용되는 플랫폼에 따라 가상 취업 박람회에는 비디오, 라이브 채팅, 다운로드 가능한 자료 등과 같은 서비스가 포함될 수 있다. 온라인으로 일자리에 지원한 후, 사람들은 직접 채용 박람회를 통해 자신의 행운을 시험해 볼 수도 있다.